# Ginosa
Ginosa est une commune italienne de la province de Tarente, dans les Pouilles.

## Administration
| Période                                  | Période  | Identité    | Étiquette          | Qualité |
| ---------------------------------------- | -------- | ----------- | ------------------ | ------- |
| 20 Juin 2016                             | En cours | Vito Parisi | Movimento 5 stelle |         |
| Les données manquantes sont à compléter. |          |             |                    |         |

### Hameaux
Marina di Ginosa.

### Communes limitrophes
Bernalda, Castellaneta, Laterza, Matera, Montescaglioso.